# Posta Shqiptare
Posta Shqiptare Sh.A. è un'azienda statale albanese che opera come gestore del servizio postale in Albania.
Posta Shqiptare possiede 15 affiliati postali e 19 sussidiarie. Offre i propri servizi e il collegamento internet PAP1 a 553 uffici postali in tutta l'Albania e ha iniziato l'implementazione del PAP2 in collaborazione con le prefetture, municipalità ed i comuni del paese.
È membro dal 1922 dell'Unione postale universale ed appartiene nel gruppo dei 26 fondatori della PostEurop.

## Storia

### Sotto l'Impero ottomano
Il servizio postale albanese risale alla dominazione ottomana. In base agli archivi storici e alle fonti contemporanee, i primi uffici postali vennero aperti durante gli anni quaranta e cinquanta del XIX secolo. Nel 1878 venne avviato un servizio più organizzato e vennero aperti uffici in tutte le città. Tra il XIX secolo e il XX secolo, due compagne di trasporto oltreoceano aprirono degli uffici in Albania, che servirono anche come uffici postali per le consegne all'estero. Possedevano delle sedi in tutte le principali città costiere albanesi: Scutari, Durazzo, Valona, Saranda e San Giovanni di Medua.

### Dopo l'indipendenza
Il 5 dicembre 1912, una settimana dopo la dichiarazione d'indipendenza dell'Albania, il Governo provvisorio di Ismail Qemali fondò i servizi postali, telefonici e telegrafici albanesi, istituendo anche il Ministero dei telegrafi e delle comunicazioni con ministro Lef Nosi. I primi francobolli albanesi furono stampati il 5 maggio 1913 e, sotto il governo di Qemali, prodotti in sei diverse versioni.
Il 7 luglio 1913, il governo provvisorio albanese inviò una richiesta per aderire all'Unione postale universale, diventandone un membro effettivo il 1 marzo 1922. Durante questo periodo, vennero collegati 17 uffici con 1 400 km di cavi. Nella sede principale a Tirana vi erano un direttore, quattro telegrafisti, un primo telegrafista, due impiegati postali e un postino. Nel 1938, vennero aperti in tutta l'Albania più di 68 uffici postali e agenzie. Con l'aumento degli investimenti da parte del Regno d'Italia, la necessità di comunicare con esso divenne molto importante e ciò spinse il governo albanese ad installare delle stazioni radio a onde corte, ciascuna con connessioni telefoniche e telegrafiche tra Roma e Tirana.

### Periodo comunista (1946-1990)
Durante la seconda guerra mondiale, molte reti e linee subirono gravi danni. Nel 1946 venne installata una nuova linea telefonica tra Tirana e Peshkopi, estesa per connettere la capitale a Belgrado e Skopje. Nel dopoguerra, dopo la nascita della Repubblica Popolare Socialista d'Albania, vennero stabilite altre connessioni in tutto lo stato e negli anni settanta erano presenti degli uffici posta in ogni città o paese.

### Era post-comunista (1990-oggi)
Con la caduta del regime comunista e l'apertura al mercato capitalistico, molte compagnie internazionali come DHL, TNT, UPS e FedEx iniziarono ad operare in Albania, mentre Posta Shqiptare iniziò a fornire servizi finanziari. Tra il 1998 e il 2001, furono ristrutturate e migliorate le infrastrutture tramite degli investimenti privati. Nel settembre del 1999, venne approvata dall'Assemblea di Albania la legge 8530, consentendo così a qualsiasi azienda privata di fornire servizi postali ad eccezione di quelli esclusivi di Posta Shqiptare.